# سارة إدموندسون
سارة إدموندسون هي ممثلة كندية، ولدت في 22 يونيو 1977 بفانكوفر في كندا.

## أعمال

### أفلام
- (2006) فيلم مخيف 4
- (2007) نظرية الفوضى

## وصلات خارجية
- سارة إدموندسون على موقع IMDb (الإنجليزية)
- سارة إدموندسون على موقع ألو سيني (الفرنسية)
- سارة إدموندسون على موقع أول موفي (الإنجليزية)
- سارة إدموندسون على موقع قاعدة بيانات الفيلم (الإنجليزية)
- سارة إدموندسون على موقع كينوبويسك (الروسية)
- سارة إدموندسون على موقع ANN person (الإنجليزية)